# Phutball
Phutball (kurz für philosopher's football) ist ein strategisches Brettspiel für zwei Personen. Es wird von Elwyn Berlekamp, John Horton Conway und Richard Guy in ihrem Buch Gewinnen – Strategien für mathematische Spiele beschrieben.

## Regeln

### Vorbereitung
Das Spiel wird auf einem Brett mit 15 × 21 Schnittpunkten gespielt, auf die im Spielverlauf die Steine gesetzt werden. Die Reihen werden von 0 bis 20 nummeriert (die Reihen 0 und 20 werden oft weggelassen, wie im Bild). Es gibt einen weißen und eine im Prinzip unbegrenzte Zahl von schwarzen Steinen. Der weiße Stein ist der „Ball“ und befindet sich zu Beginn auf dem Punkt in der Mitte des Bretts, welches ansonsten leer ist.

### Setzen oder Springen

Ein Zug, der die vier übersprungenen Steine schlägt

Die Spieler ziehen abwechselnd. Der Spieler am Zug setzt entweder einen schwarzen Stein auf einen freien Punkt auf Reihe 1 bis 19 oder überspringt mit dem Ball schwarze Steine in orthogonaler oder diagonaler Richtung, wobei diese geschlagen werden. Man kann einen oder eine Reihe von mehreren Steinen in einem Sprung schlagen, darf aber dabei keinen freien Punkt überspringen. Der Ball landet auf dem ersten freien Punkt hinter den übersprungenen Steinen. Nach jedem Sprung werden die geschlagenen Steine gleich entfernt, danach kann der Zug mit weiteren Sprüngen fortgesetzt werden. Es besteht keine Pflicht zum Springen oder zur Fortsetzung eines Zugs.

### Ziel
Spieler A gewinnt, wenn nach Abschluss eines Zugs der Ball auf Reihe 19 oder 20 liegt, und Spieler B entsprechend, wenn der Ball auf Reihe 1 oder 0 liegt.